# Marcella (patriciërsgeslacht)
Marcella is een familie die zich in het begin van de 19e eeuw in Amsterdam vestigde en vooral kooplieden en militairen voortbracht.

## Geschiedenis
Nicolas Marcella (1767-1814) woonde op Patmos, was tolk, staatssecretaris van vorst Nicolaas Mavrogenes (later hospodar van Walachije), vestigde zich in Oostenrijk en van daaruit in Amsterdam. Hij werd lid van het handelshuis Tomasachi en Marcella en consul van het Ottomaanse rijk. Hij trouwde in 1803 met Susanna d'Isay (1777-1827) en zij werden de stamouders van de Nederlandse tak van deze familie.
In 1919 werd de familie opgenomen in het genealogische naslagwerk Nederland's Patriciaat.

## Enkele telgen
Nicolas Marcella (1767-1814), tolk, staatssecretaris, koopman
- Maria Theresia Marcella (1804-1896); trouwde in 1832 met prof. mr. dr. Jacob van Hall (1799-1859), rechtsgeleerde
- Philippe Henri Marcella (1808-1877), luitenant-kolonel van de Koninklijke Marechaussée, Officier in de Orde van de Eikenkroon; trouwde in 1835 met jkvr. Idaline Gérardine Dibbets (1814-1890), lid van de familie Dibbets
  - Guillaume Zenon Philidor Marcella (1836-1875), kapitein der genie; trouwde in 1863 met Louise Caroline Viruly (1841-1893), dochter van Jan Viruly van Vuren van Dalem (1814-1876)
    - Philippe Henri Zenon Marcella (1867-1938), luitenant-ter-zee tweede klasse, daarna assuradeur; trouwde in 1895 Cornelia Maria Viruly (1873-1938)
    - Zenon Guillaume Philidor Marcella (1871), luitenant-ter-zee tweede klasse, daarna bankier; trouwde in 1900 Betsy Jeanne Veder (1877), lid van het Rotterdamse redersgeslacht Veder

  - Suzanna Elisabeth Marcella (1839-1910); trouwde in 1866 met George Frederik Willem Borel (1837-1907), generaal-majoor, Ridder Militaire Willems-Orde
    - Julie Desirée Borel (1867-1933); trouwde in 1895 met Eduard Ludwig Martin Kühr (1858-1938), assistent-resident en publicist
    - Henri Jean François Borel (1869-1933), schrijver
      - Lodewijk Borel (1905-1973), acteur

  - Eugenie Thérèse Marcella (1844-1906); trouwde in 1866 met Frederik Christianus Wijnandus von Horn (1839-1885), 1e luitenant der infanterie
  - Jules Frederik Edouard Marcella (1846-), luitenant der cavalerie
    - Eugenie Mathilda Theodora Marcella (1878-); trouwde in 1898 Tjeerd van der Zee (1875-1904), 1e luitenant der infanterie, gesneuveld

  - Edouard Marcella (1850-1942), kolonel titulair der genie O.-I.L.
    - mr. Marie Nicoline Marcella (1888); trouwde in 1917 met haar volle neef Philidor Joseph Henri Marcella (1893-1947), 1e luitenant der genie

  - George Marcella (1853-1883), 1e luitenant-kwartiermeester O.-I.L.
  - Philidor Bernard Marcella (1857-1926), commies bij 's Rijks Werkinrichtingen te Veenhuizen
    - Philidor Joseph Henri Marcella (1893-1947), 1e luitenant der genie; trouwde in 1917 met zijn volle nicht mr. Marie Nicoline Marcella (1888-1982)

## Afbeeldingen

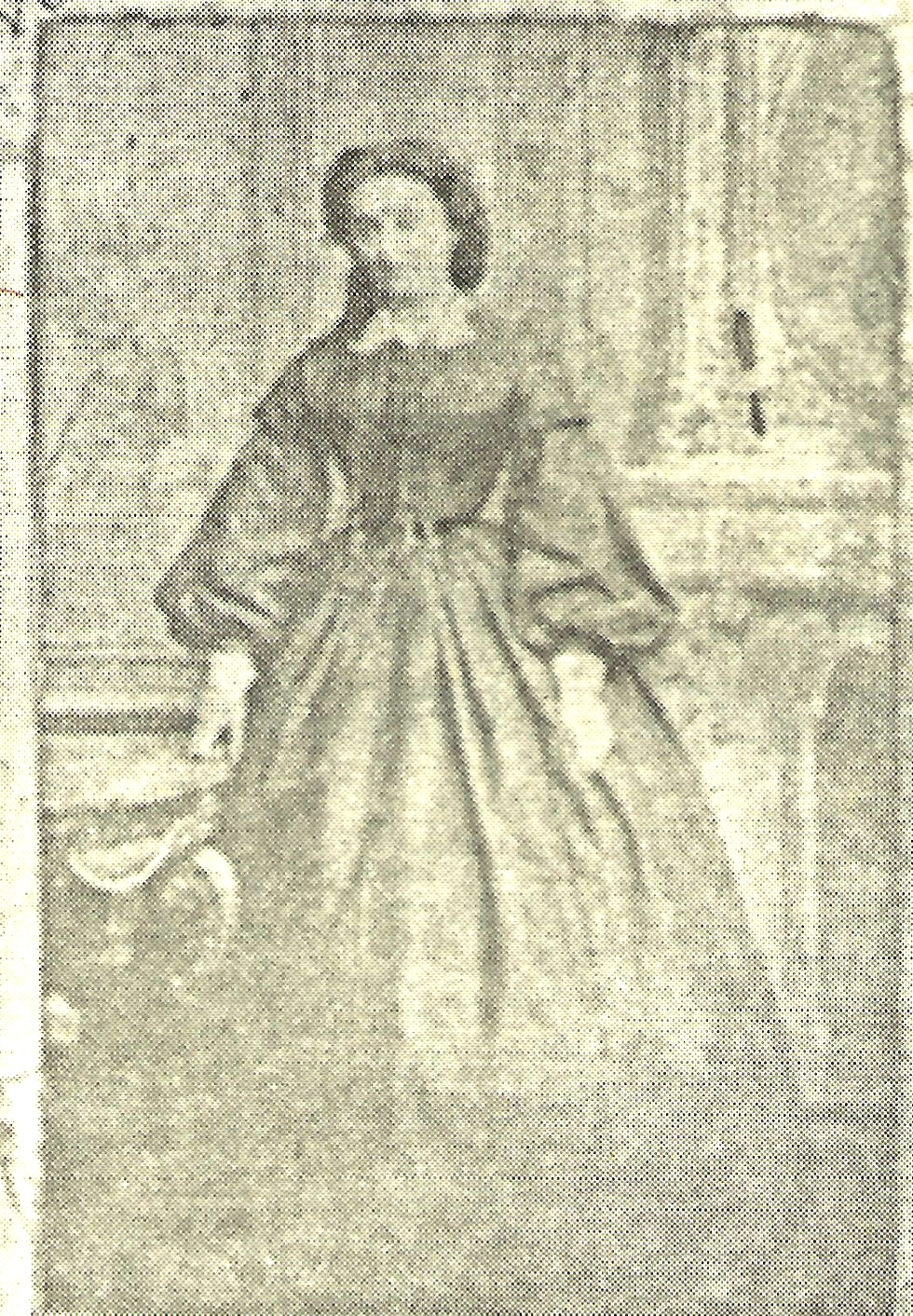
Suzanna Elisabeth Marcella (1839-1910)

Geslachten die opgenomen zijn in het sinds 1910 verschijnende genealogische naslagwerk Nederland's Patriciaat. Lijst volgens opgave van het CBG Centrum voor familiegeschiedenis.
A · B · C · D · E · F · G · H · I · J · K · L · M · N · O · P · Q · R · S · T · U · V · W · Y · Z